# Frank Erwin Center
Le Frank C. Erwin, Jr. Special Events Center (auparavant Special Events Center, surnommé The Superdrum) était une salle omnisports située sur le campus de l'Université du Texas, à Austin, au Texas. Parfois désigné sous le nom de The Superdrum, dû au son aspect de tambour de l'extérieur, placé près du centre de Austin, le Frank Erwin Center était le lieu principal de la ville pour les concerts et les événements de grand public. L'enceinte fut démoli en 2024. 
La salle appartenait à l'Université du Texas à Austin depuis son ouverture en 1977, ses locataires furent l'équipe de basket-ball des Longhorn du Texas en NCAA et entre 2004 et 2008, le "Superdrum" abrita les Austin Wranglers de l'Arenafootball2. Sa capacité était de 16 755 places pour le basket-ball et 14 990 pour le football américain en salle, ce qui en faisait la plus grande salle de basket de la Big 12 Conference. La salle disposait de 28 suites de luxe.

## Histoire
Le Frank Erwin Center fut inauguré le 29 novembre 1977 pour remplacer le vétuste Gregory Gymnasium qui possédait seulement 4 400 places, en tant que salle de basket-ball. Son nom original était Special Events Center, il a été renommé pour Frank C. Erwin, Jr., qui est décédé en 1980. Sa construction a coûté $34 millions de dollars. Le premier événement dans l'arène eu lieu le 29 novembre 1977 devant 12 650 spectateurs, c'était un match de basket-ball universitaire opposant les Longhorns du Texas aux Sooners de l'Oklahoma. Le premier concert était celui de Lawrence Welk, le 12 mars 1978 devant 15 676 spectateurs et la plus grosse affluence de la salle était de 17 829 spectateurs le 6 mai 1978 lors du concert de John Denver. Depuis 1977, le Frank Erwin Center a accueilli plus de 22 millions de visiteurs.
La salle a subi trois phases de rénovations entre 2001 et 2003 qui coûtèrent au total $55 millions de dollars avec de nouveaux stands, l'addition de 28 suites de luxe et un nouveau tableau des scores.
Le centre a accueilli les demi-finales et les finales des playoffs de l'University Interscholastic League de basket-ball.

## Évènements
- Playoffs University Interscholastic League
- Concert de Lawrence Welk, 12 mars 1978
- Concert de John Denver, 6 mai 1978
- Concert de Prince Rogers Nelson, 11-12 janvier 1985
- Concert de Madonna (The Virgin Tour) le 5 mai 1985
- Concert de Pink Floyd, 19-20 novembre 1987
- Concert de Janet Jackson, 5-6 juillet 1990
- Concert de Luciano Pavarotti, 7 février 1999

## Galerie

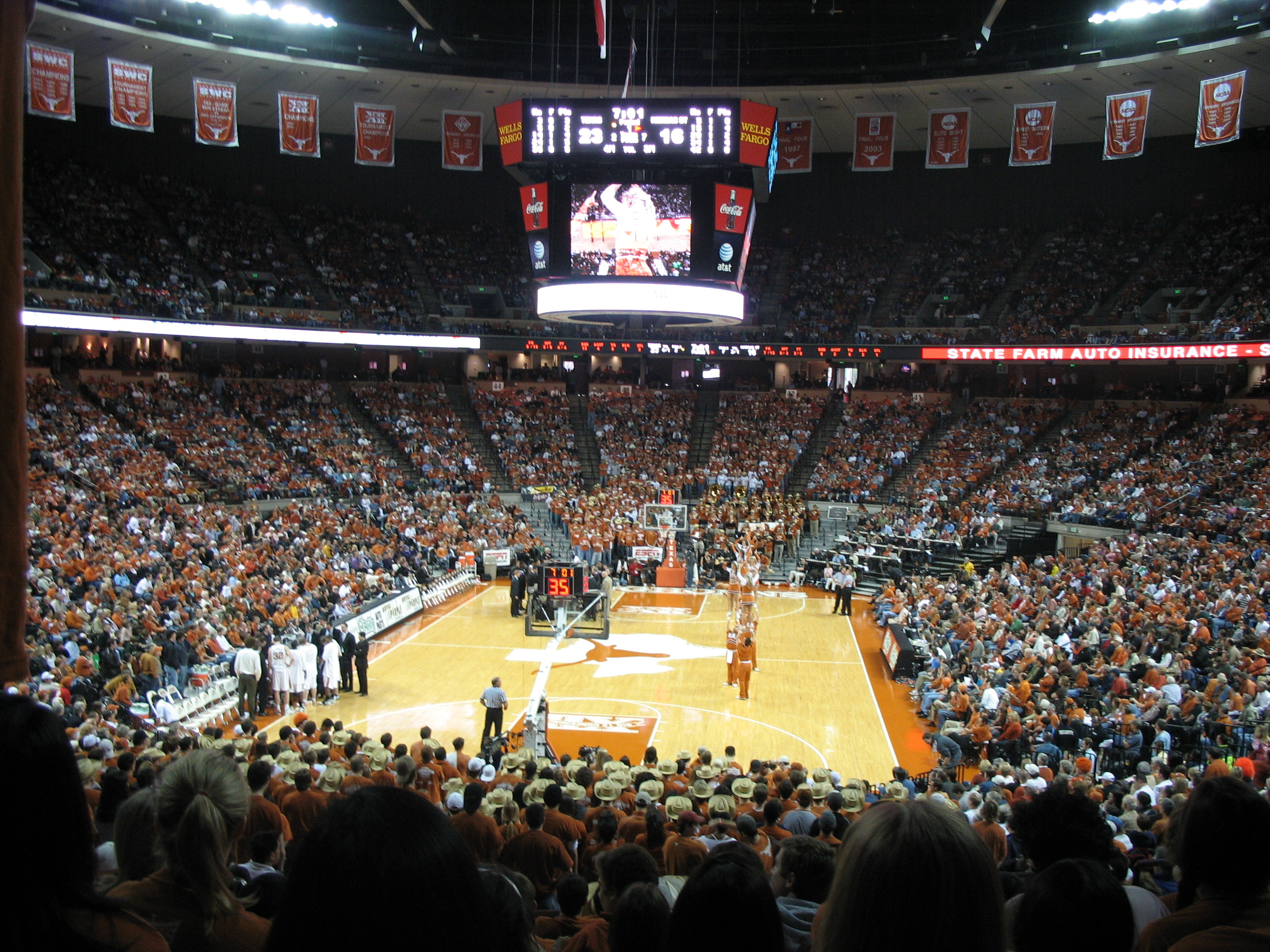
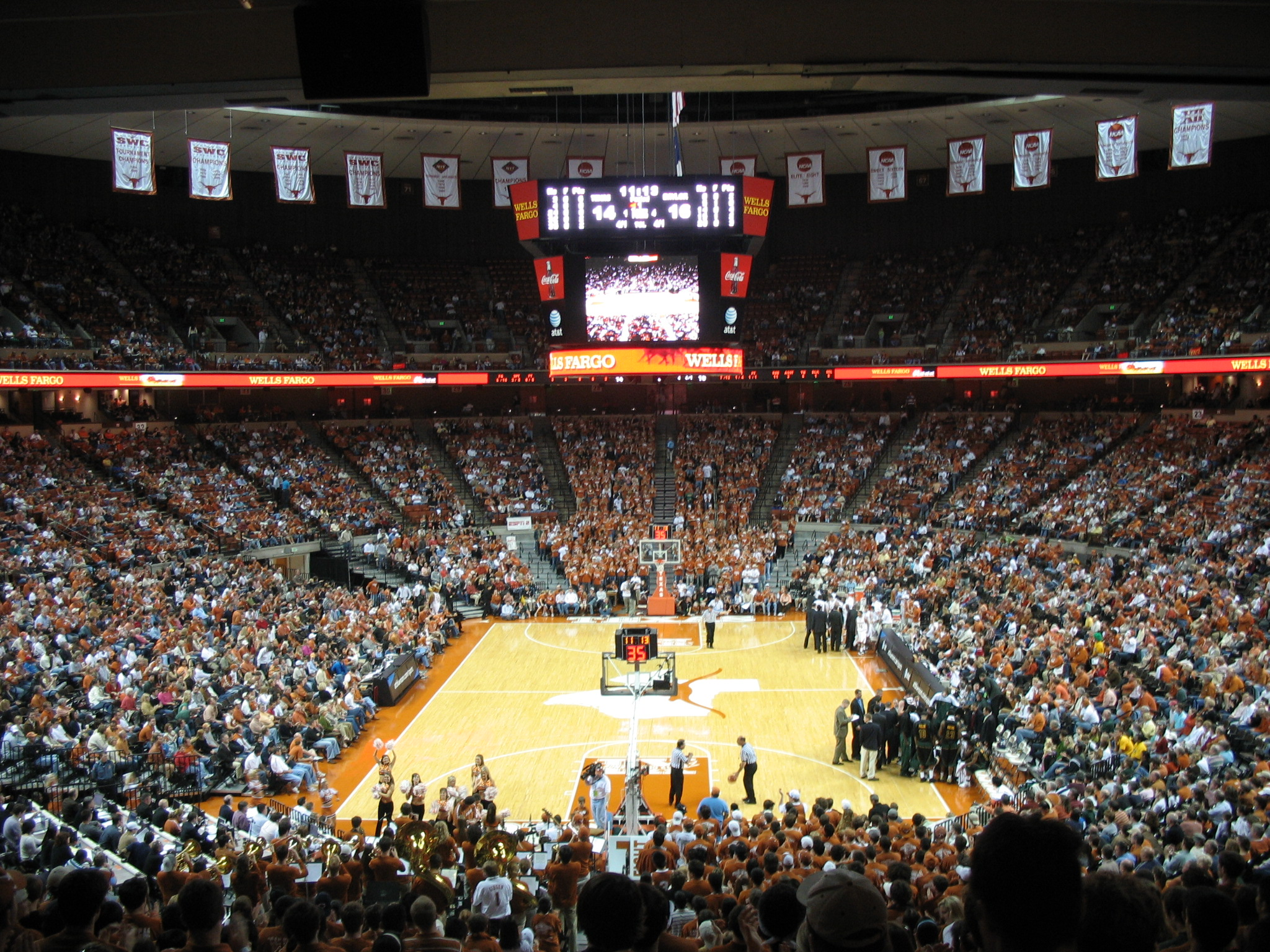
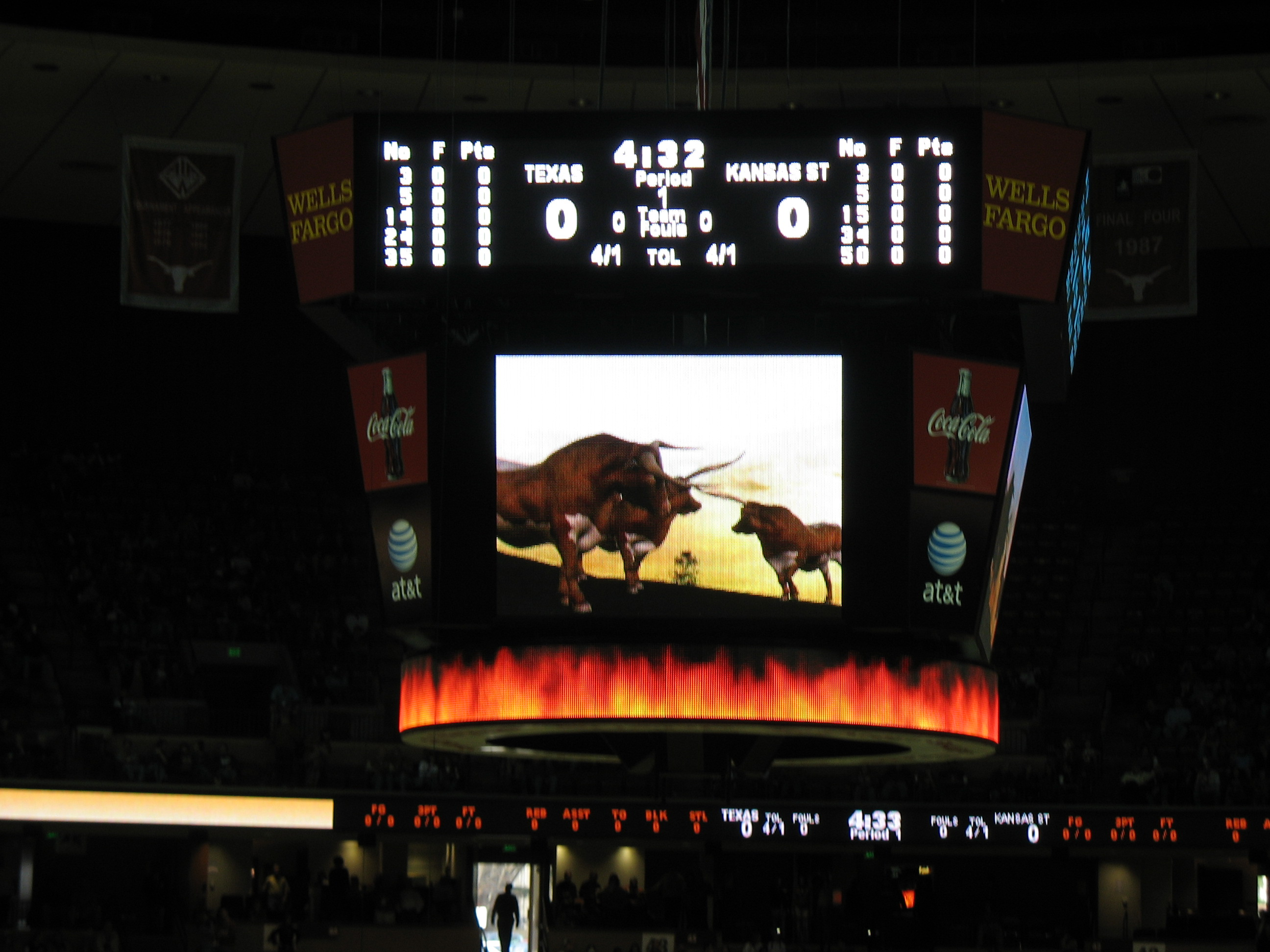
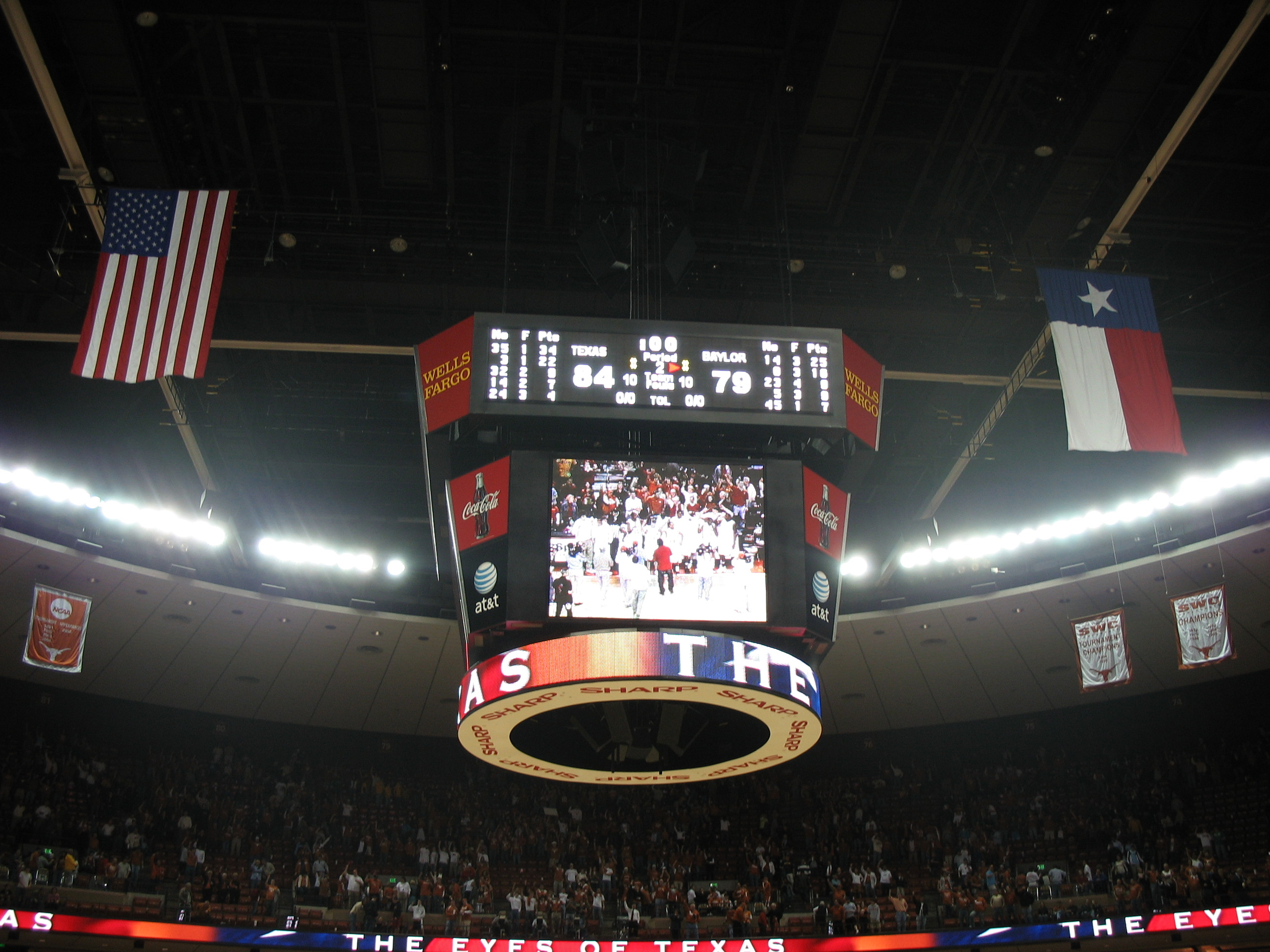
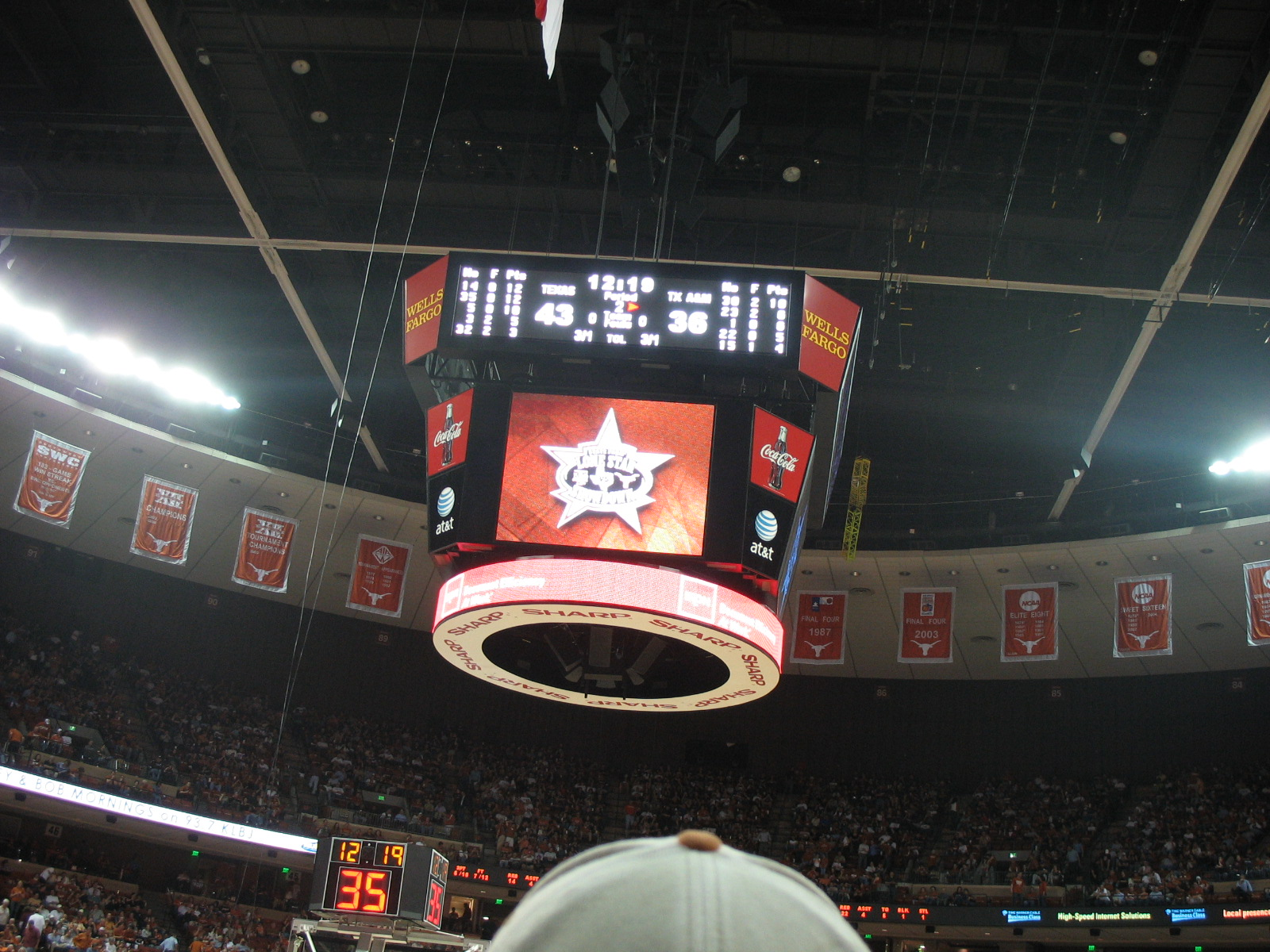
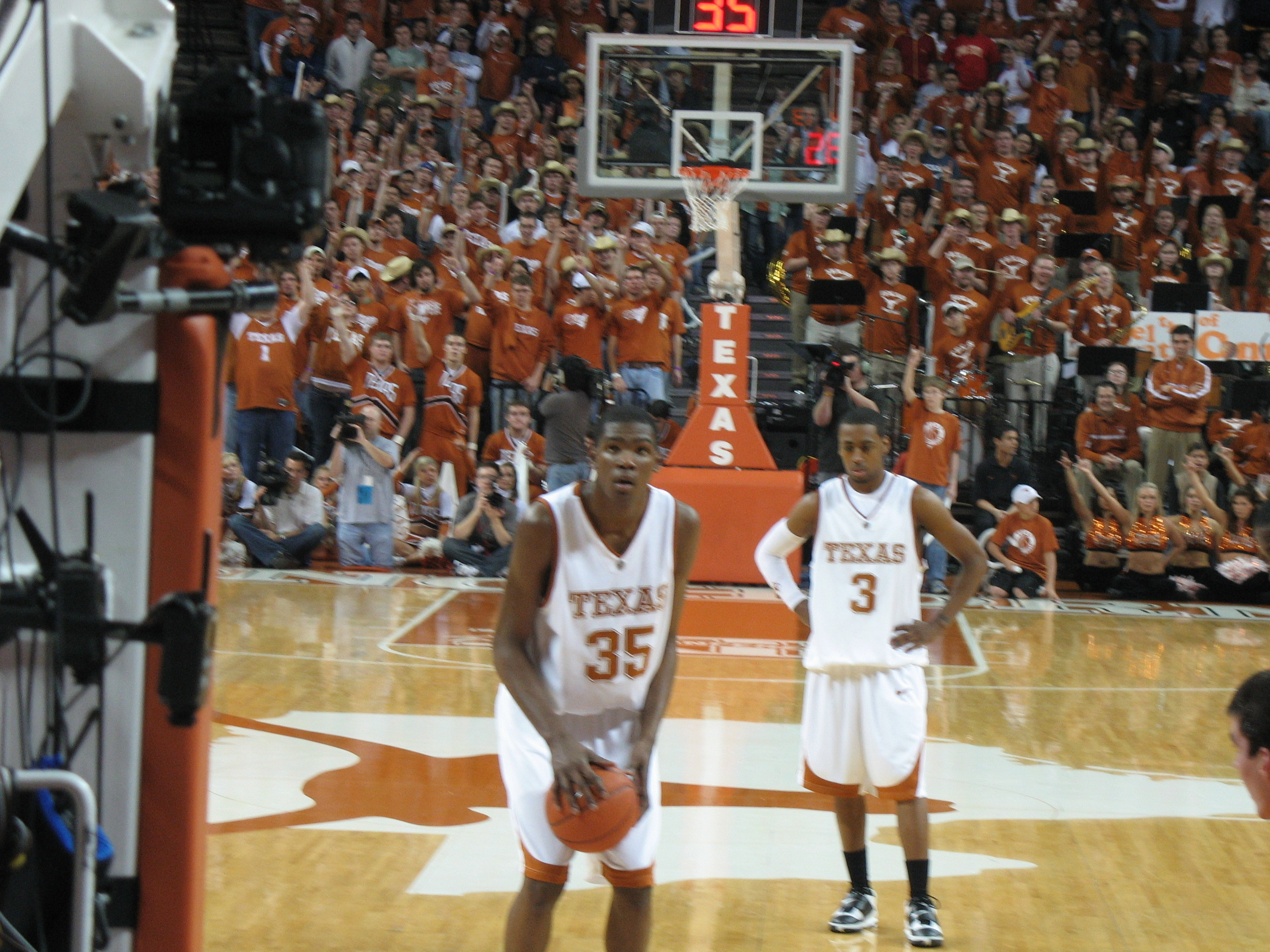
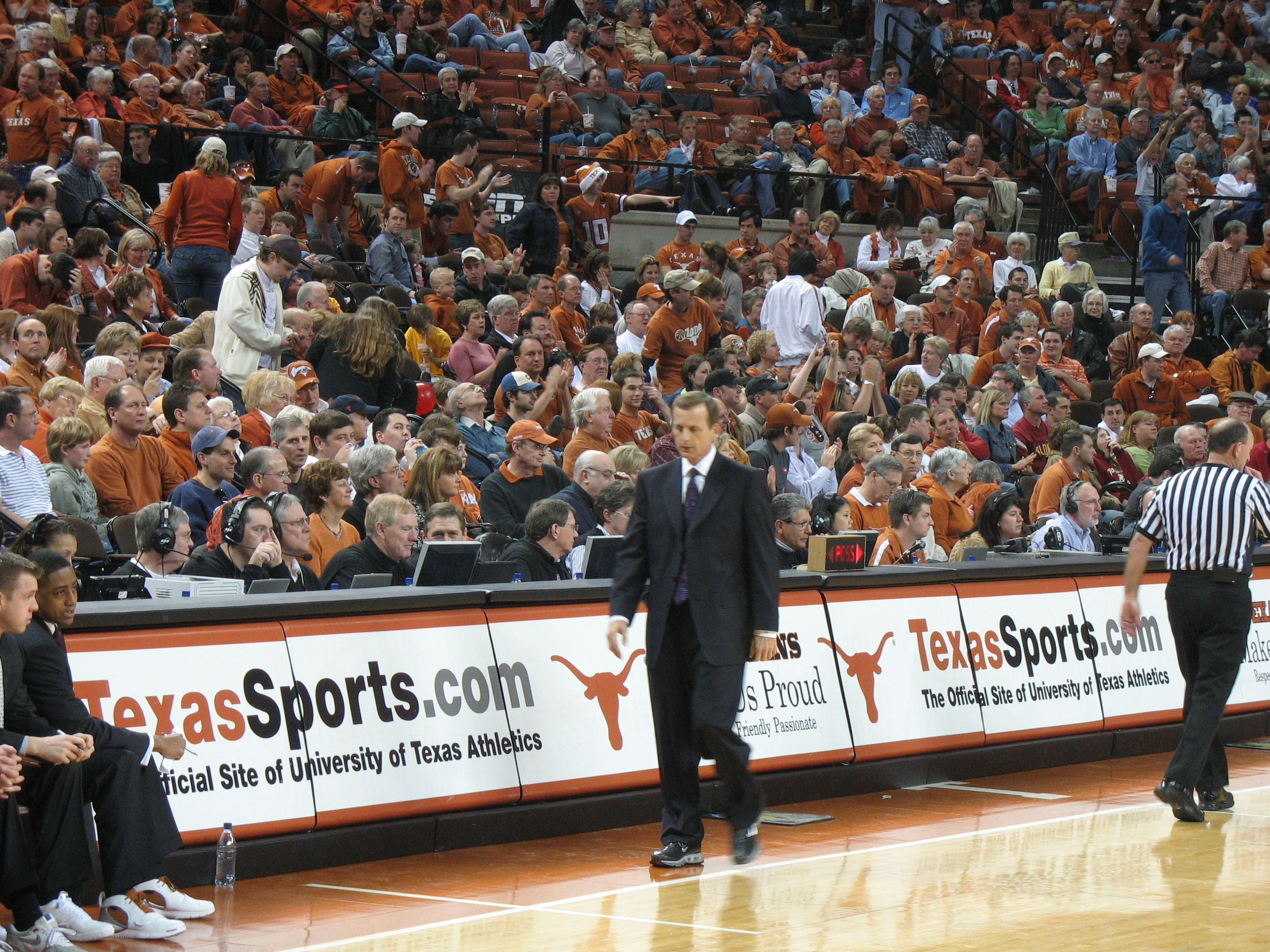
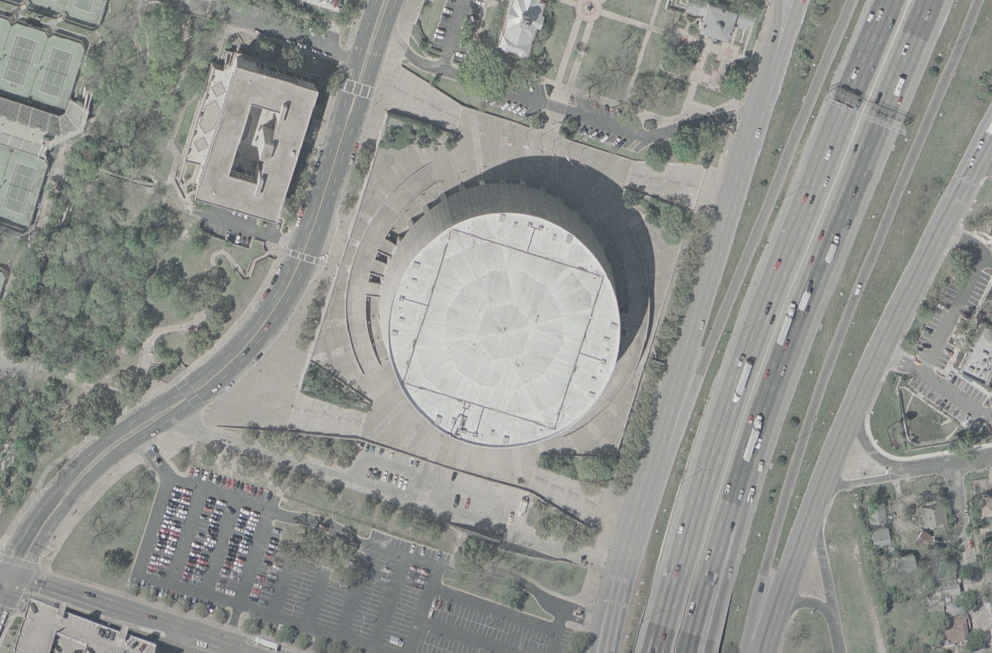